# Serra Espina (Mont-ros)
Serra Espina és una serra del terme municipal de la Torre de Cabdella, a la comarca del Pallars Jussà. Pertanyia a l'antic terme de Pobleta de bellvei, fins a la fusió d'aquest municipi en el de la Torre de Cabdella, en el límit amb el Pallars Sobirà, a l'antic terme de Montcortès de Pallars, de l'actual municipi de Baix Pallars.
Aquesta serra arrenca de la Collada d'Ancs, de 1.521,3 m. alt. al nord, per discórrer majoritàriament de nord a sud cap al Turó del Cuet, de 1.561,7, la Collada del Clot d'Andol, de 1.534, i el Cogulló, de 1.569,3.
Per aquesta serra travessava la carena d'un Pallars a l'altre la ruta dels traginers de la sal que anava de Gerri de la Sal a la Vall de Boí.